# Соглом Авлод (стадион, Андижан)
Стадион «Бобур арена» (узб. «Sogʻlom Avlod» stadioni / «Бобур арена» стадиони) — многоцелевой стадион в городе Андижан, в Узбекистане. Название стадиона с узбекского языка переводится как Здоро́вое поколе́ние. Является крупнейшим по вместимости стадионом Андижана.
Является домашней ареной местного футбольного клуба «Андижан». Строительство стадиона было завершено в 2003 году, открыт в том же году. Вместимость стадиона рассчитана на 18,360 зрителей. Размеры поля составляют 105х68 метра, с естественным газоном.